# Anne Frank
Annelies "Anne" Marie Frank (Frankfurt, 12 de junho de 1929 — Bergen-Belsen, fevereiro ou março de 1945) foi uma adolescente alemã de origem judaica, vítima do Holocausto. Tornou-se uma das figuras mais discutidas da história após a divulgação póstuma do Diário de Anne Frank (1947), no qual documentou suas experiências enquanto vivia escondida em cômodos ocultos de uma empresa durante a ocupação alemã nos Países Baixos na Segunda Guerra Mundial. Desde então, passou a ser referida como um "símbolo da luta contra o preconceito" e teve sua história servindo como base para diversas peças de teatro e filmes ao longo dos anos. Em 1999, foi contemplada como uma das pessoas mais importantes do século XX em uma lista organizada pela revista Time.
Com o crescente número de manifestações antissemitas na Alemanha em 1933, um resultado da ascensão do Partido Nazista ao governo alemão, a família de Frank começou a temer em continuar no país, mudando-se no ano seguinte para Amsterdã. Em maio de 1940, após a invasão nazista aos Países Baixos, aumentaram gradativamente as perseguições aos judeus, além de terem sido criadas leis que os proibiam de frequentar diversos estabelecimentos. Dois anos depois, a família decidiu se esconder em compartimentos secretos de um edifício comercial, dividindo-o com mais quatro amigos. Em 4 de agosto de 1944, o grupo foi traído misteriosamente e teve a localização do esconderijo revelada para a Gestapo, acabando por serem transferidos para diversos campos de concentração. Em companhia de sua irmã, Margot Frank, a jovem foi transportada até Bergen-Belsen, onde, provavelmente, morreram vítimas de tifo epidêmico, em um dia desconhecido de fevereiro ou março de 1945.
Após o final da guerra, o único sobrevivente do grupo foi o pai de Anne, Otto Frank, que retornou para Amsterdã e descobriu que o diário da filha havia sido salvo por Miep Gies, uma das funcionárias da empresa que havia ajudado a família durante a vida em esconderijo. Otto publicou o diário em 1947 e, desde então, foi traduzido para mais de 70 línguas e comercializou cerca de 35 milhões de unidades em todo o mundo. Além disso, autores têm reconhecido o impacto do livro sobre a humanidade ao longo dos anos, sendo referido como fonte de incentivo para políticos como Nelson Mandela e Eleanor Roosevelt. Em 1960, foi inaugurado o museu Casa de Anne Frank, ponto turístico que tem atraído mais de 1,2 milhão de visitantes anualmente.

## Infância

### Imigração e educação (1929–1941)
Annelies Marie Frank nasceu no dia 12 de junho de 1929 em Frankfurt, Prússia, na República de Weimar, sendo a última filha de Otto Heinrich Frank (1889–1980) e Edith Holländer-Frank (1900–1945). Sua irmã mais velha era Margot (1926–1945). A família Frank eram asquenazitas liberais, ou seja, não seguiam todos os costumes e tradições do Judaismo; desta forma, viviam em uma comunidade assimilada com outros cidadãos judeus e não judeus de diversas religiões. Edith e Otto eram pais dedicados, demonstravam interesse principal em atividades acadêmicas e possuíam em sua residência uma extensa biblioteca; além disso, costumavam incentivar suas filhas a lerem desde cedo. O patriarca da família era um veterano de guerra, tendo servido o Exército Imperial Alemão na Primeira Guerra Mundial; após sua atuação na Batalha de Cambrai, foi promovido a tenente. Após a guerra, Frank e seus irmãos assumiram a propriedade de um banco de negócios na cidade que anteriormente pertencia à seu pai, de onde tirava a maior parte da renda da família, mas o negócio entrou em declínio no início da década de 1930 como um resultado da Grande Depressão.
Em março de 1933, após o Partido Nazista sair vitorioso na eleição federal e seu líder, Adolf Hitler, ter sido nomeado Chanceler da Alemanha, começaram a ocorrer manifestações antissemitas massivas no país, fazendo com que a família Frank começasse a questionar a possibilidade de emigração. Inicialmente, Edith se mudou com as filhas para a casa de sua mãe, Rosa Holländer, localizada em Aachen, cidade que faz fronteira com a Bélgica e os Países Baixos. Otto permaneceu em Frankfurt, mas após receber uma proposta de iniciar uma companhia em Amsterdã, decidiu se mudar para organizar o negócio e arrumar acomodações para sua família. Após iniciar uma filial da Opekta Works, especializada em comercialização da pectina — ingrediente usado na preparação de geleias —, ele encontrou um apartamento em Rivierenbuurt, bairro onde a maioria dos judeus de origem alemã haviam se estabelecido. Edith e Margot foram de encontro ao patriarca da família em dezembro de 1933; Anne, por outro lado, permaneceu com a avó até fevereiro de 1934. A família Frank fez parte do grupo de 300 mil judeus que deixaram a Alemanha entre 1933 e 1939.

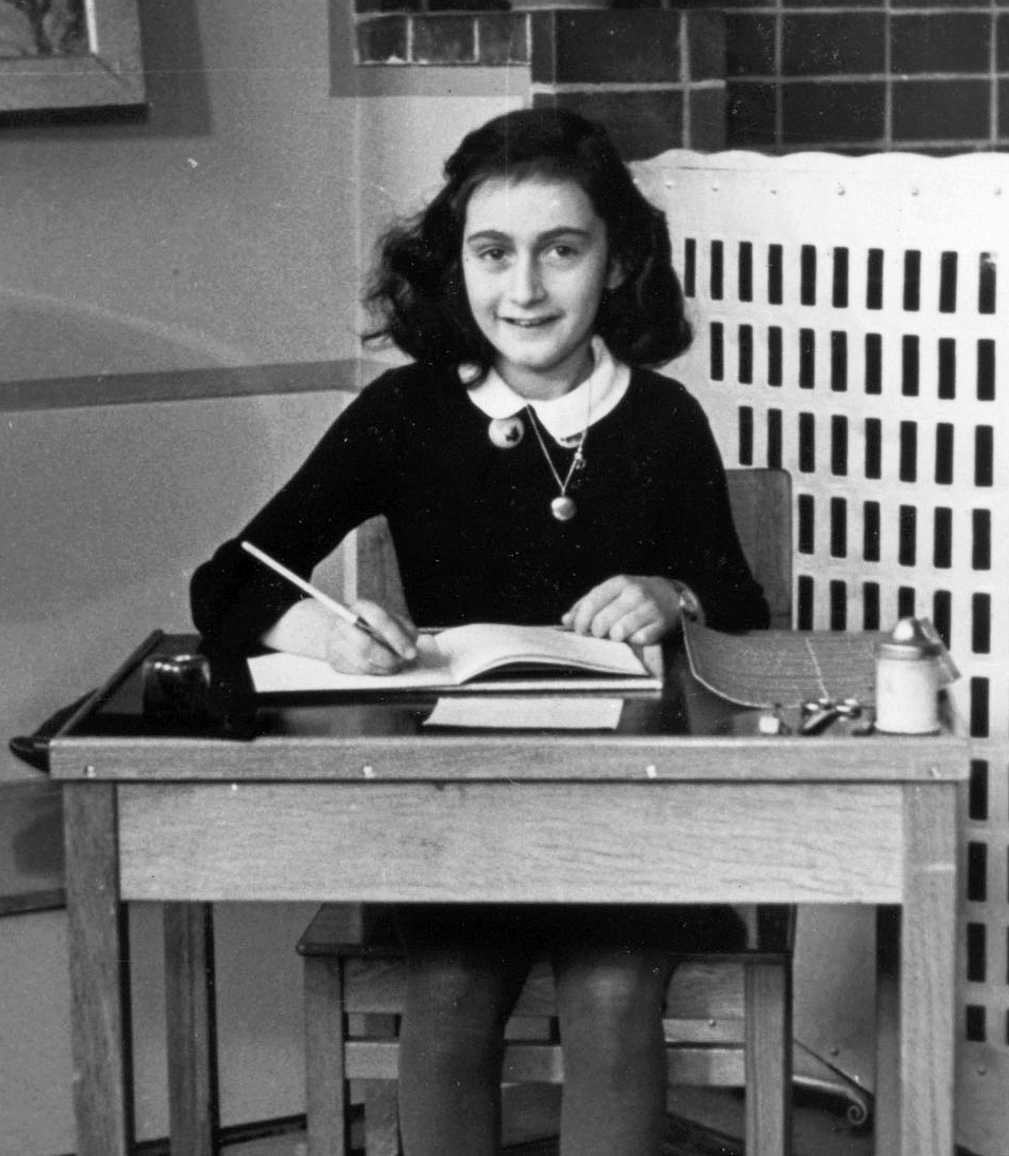
Fotografia de Anne Frank na escola em que foi matriculada em Amsterdã, por volta de 1940

Em Amsterdã, as crianças foram matriculadas em escolas: Margot foi para uma instituição pública, enquanto Anne foi para um instituto que praticava o Método Montessori — técnica projetada por Maria Montessori e que foi expressamente proibida no início do Terceiro Reich. Apesar dos problemas iniciais com a língua neerlandesa, Margot se mostrou uma boa aluna com habilidades em aritmética, enquanto Anne se mostrava melhor em história, além de apreciar ler e escrever. Mais tarde, uma de suas colegas de classe, Hanneli Goslar, relembrou que a jovem escrevia com frequência, embora ela protegesse seu trabalho e se recusasse a discutir sobre o conteúdo de sua escrita. As irmãs Frank possuíam personalidades distintas; Margot era educada, tímida e estudiosa, enquanto Anne era sincera, energética e extrovertida.
Em 1938, Otto decidiu expandir seus empreendimentos e dar início à uma nova companhia; intitulada como Pectacon, o negócio seria especializado na comercialização de ervas, sais de decapagem e temperos mistos, usados posteriormente na produção de salsichas. Para dar continuidade ao projeto, Hermann van Pels foi contratado para prestar serviços como consultor de especiarias; assim como Otto, ele havia fugido com sua família após o início das perseguições aos judeus em Osnabruque, na Baixa Saxônia, onde se sustentava desempenhando trabalhos como açougueiro. Ambos tornaram-se bons amigos, as famílias se aproximaram e costumavam organizar reuniões aos sábados para apresentar a cidade aos novos refugiados judeus de origem alemã. No ano seguinte, a avó, Rosa Holländer foi o último membro da família a imigrar definitivamente para os Países Baixos, passando a viver na residência dos Frank.
Em maio de 1940, a Alemanha Nazista invadiu os Países Baixos e o governo de ocupação deu início às perseguições aos judeus com implementação de leis restritivas e discriminatórias; registros obrigatórios e segregações aconteceram posteriormente. Por exemplo, Anne e Margot foram proibidas de continuar frequentando as escolas em que estavam matriculadas, sendo direcionadas para instituições próprias para judeus; além disso, eram obrigadas à se identificarem com a estrela de Davi costurada em suas vestimentas. Em abril de 1941, em uma tentativa de evitar que suas companhias fossem confiscadas por serem propriedades de um judeu, Otto transferiu suas ações e liquidou as empresas, transferindo seus ativos para Jan Gies, um de seus principais colaboradores. Os lucros dos negócios continuaram com poucas mudanças e, apesar de receberem uma renda mínima, era suficiente para sustentar a família. No mesmo período, ele tentou conseguir visto nos Estados Unidos para sua família; no entanto, o pedido nunca foi processado devido ao fechamento do consulado norte-americano em Roterdã, consequência da destruição na cidade após a Batalha dos Países Baixos.

## Período narrado no diário

### Antecedentes e esconderijo (1942)
No início de 1942, Anne lidou com a morte da sua avó, Rosa Holländer, e começou a frequentar uma instituição de ensino destinada apenas para judeus, passando a ser proibida de ter contato com crianças de outras etnias. Em seu aniversário de treze anos, em 12 de junho, foi presenteada por seus pais com um livro de autógrafos que havia demonstrado interesse anteriormente enquanto passava por uma vitrine; encadernado com um tecido xadrez em vermelho e branco, o material era composto por um pequeno cadeado em sua parte frontal. Anne decidiu que o usaria como diário, nomeando-o como "Kitty", escrevendo pela primeira vez em 20 de junho; embora suas primeiras anotações fossem relacionadas aos aspectos mundanos de sua vida, discutia também sobre mudanças no bairro onde residia, além de listar as diversas restrições impostas sobre a comunidade judaica pelo governo de ocupação nos Países Baixos. Além disso, esboçou em algumas passagens o sonho em tornar-se uma atriz, destacando que assistir filmes era um de seus passatempos favoritos; porém, os judeus foram proibidos de frequentarem as salas de cinema a partir de 8 de janeiro de 1941.

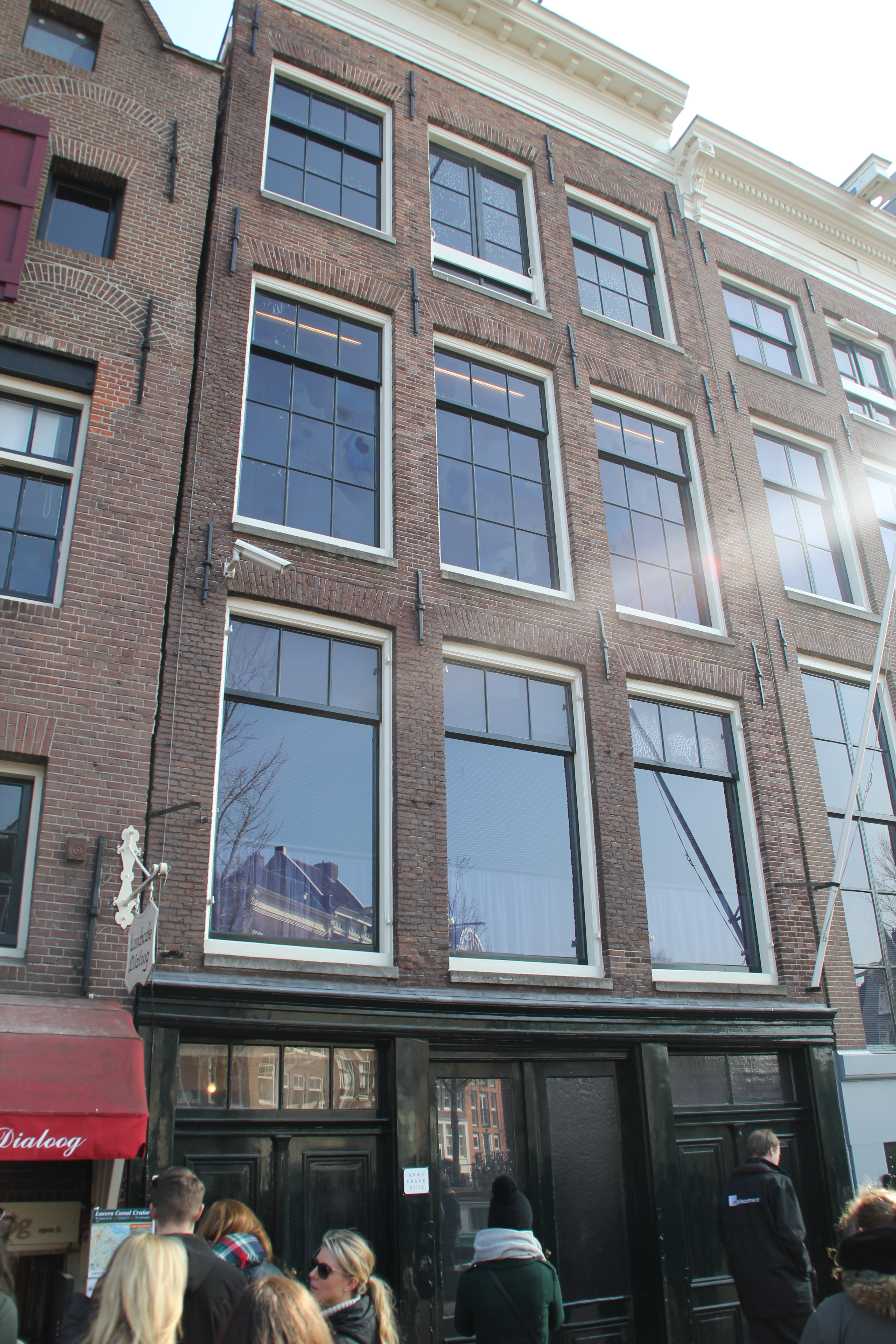
Prédio onde funcionava a Opekta Works, companhia cujas instalações serviram como fachada para o esconderijo dos Frank entre 1942 e 1944, em Amsterdã

Ao passo em que as perseguições aos judeus tornavam-se cada vez mais frequentes, Otto Frank começou a planejar a mudança de sua família para cômodos ocultos do edifício comercial onde funcionava as instalações de sua filial da Opekta Works. No entanto, em 5 de julho de 1942, Margot Frank recebeu uma notificação do Escritório Central de Emigração Judaica ordenando que ela se dirigisse para um campo de concentração, o que fez com que os planos da família fossem adiantados. Após ser informada do esconderijo, Anne entregou um livro, um jogo de chá e uma lata de bolas de gude para sua vizinha, Toosje Kupers, dizendo: "Estou preocupada com minhas bolas de gude, porque tenho medo que elas caiam em mãos erradas. Você poderia guardá-las para mim por um tempo?". Além disso, a família Frank deixou um bilhete pedindo que os Kupers adotassem o gato da família, Moortje; em um dos trechos do recado, foi plantada pistas falsas que sugeriam que eles haviam se mudado para a Suíça, onde residiam alguns dos parentes de Otto.
Na manhã de 6 de julho de 1942, a família Frank foi em direção ao esconderijo; ao deixar o apartamento, foi criado um estado de desordem nos cômodos para que fosse passada a impressão de que eles haviam deixado o local de forma repentina. Como os judeus eram proibidos de utilizarem transportes públicos, eles precisaram caminhar quatro quilômetros para chegarem até as instalações da companhia; além disso, para não serem pegos carregando malas, vestiram diversas camadas de roupas para que conseguissem transportar o maior número de peças possíveis até a nova moradia. O Anexo Secreto era formado por acomodações ocultas de três andares, com dois quartos pequenos, bem como um banheiro no primeiro andar; sua parte de cima era composta por uma grande sala, com outra menor ao lado — a partir desta menor, havia uma escada que levava em direção ao sótão. Para garantir que o lugar permanecesse desconhecido, sua porta de entrada foi coberta por uma estante de livros que fazia parte de um dos escritórios da Opekta Works.
Entre os funcionários da empresa, apenas Miep Gies, Victor Kugler, Johannes Kleiman e Bep Voskuijl possuíam conhecimento sobre a existência das acomodações ocultas, auxiliando a família com alimentos e outras de suas necessidades rotineiras. Apesar de Jan Gies e Johannes Hendrik Voskuijl não serem funcionários, faziam parte do círculo de confiança dos Frank e desempenharam papéis importantes na sobrevivência da família, principalmente no que dizia respeito aos negócios e informações sobre os desenvolvimentos da guerra e notícias sobre o cenário político. Em algumas passagens do diário, Anne reconheceu a coragem e dedicação do grupo, bem como seus respectivos esforços para mantê-los confiantes durante os momentos de maior perigo. Era de conhecimento dos ajudantes que, se descobertos, poderiam enfrentar a justiça e até serem condenados a pena de morte por abrigarem judeus.
Posteriormente, o esconderijo recebeu novos moradores: em 13 de julho, a família van Pels se instalou nas acomodações; no final do ano, foi a vez de Fritz Pfeffer, dentista e amigo de ambas famílias. Inicialmente, Anne mostrou-se animada por receber novas companhias; no entanto, as tensões rapidamente se desenvolveram dentro do grupo que era forçado a conviver confinados em tais condições. Ao longo do período de isolamento, a jovem entrou em diversas discussões com Auguste van Pels, criticando principalmente sua postura "insensata". Além disso, após compartilhar um dos quartos com Pfeffer, começou a considerá-lo "insuportável", ressentindo sua intromissão. Hermann e Pfeffer também eram reprovados por suas atitudes "egoístas", particularmente no que se referia ao consumo de comida dentro do grupo. Apesar de inicialmente tê-lo rejeitado, Anne desenvolveu intimidade com Peter van Pels, com quem deu seu primeiro beijo e iniciou um romance. Por outro lado, sua paixão por ele começou a diminuir depois que começou a questionar se os sentimentos eram genuínos ou resultados de um confinamento compartilhado. Otto relembra que a jovem estabeleceu um vínculo estreito com cada um dos ajudantes, mostrando-se ansiosa por suas visitas diárias, principalmente com a de Bep Voskuijl, com quem ela "costumava cochichar pelos cantos".

### Relações e amadurecimento (1943–1944)

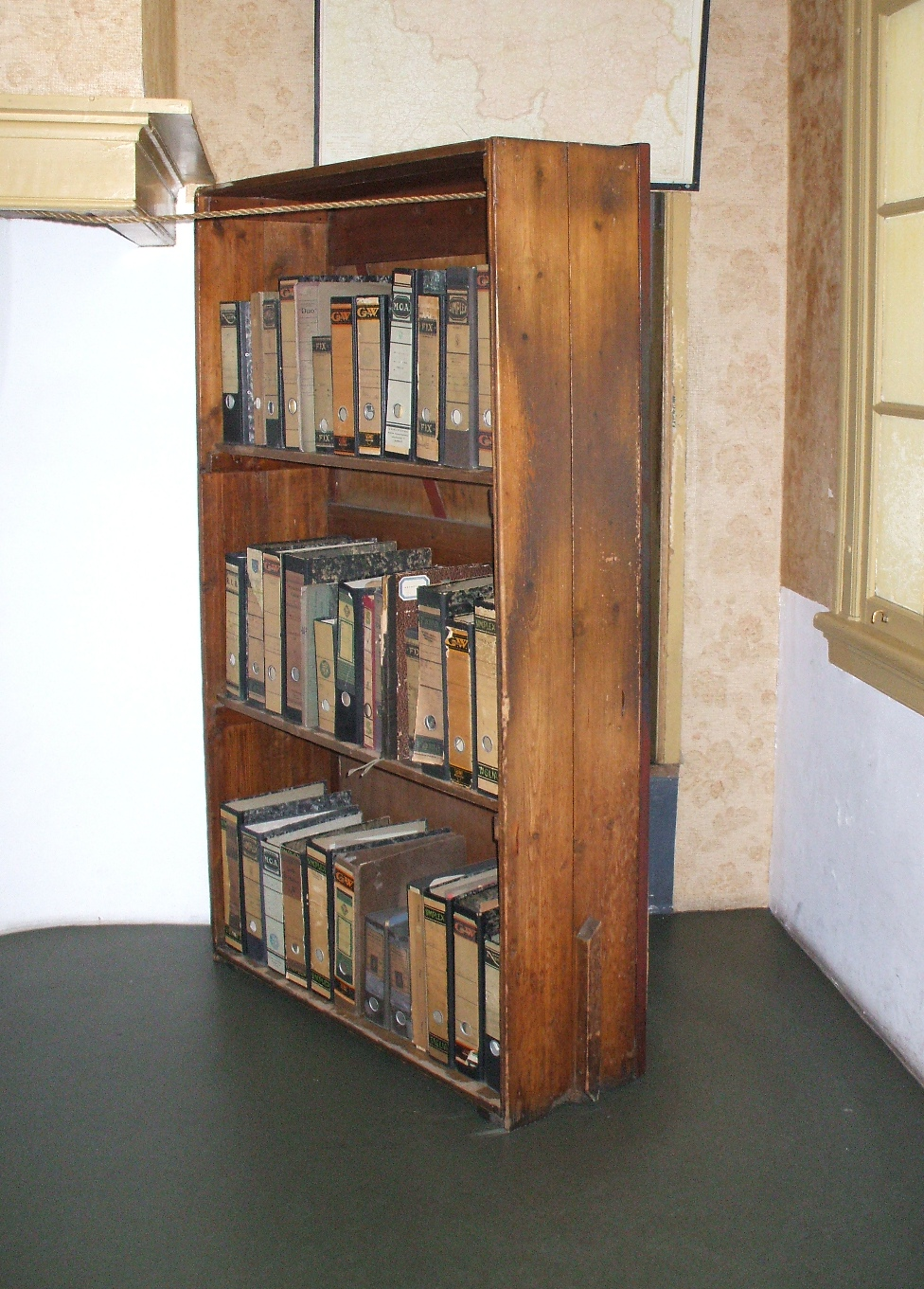
Reconstrução da estante que servia para cobrir a única entrada do Anexo Secreto no edifício da Opekta Works, em Amsterdã

Ao passar do tempo no esconderijo, Anne aprimorou sua escrita e passou a examinar sua relação com membros da família, além de enfatizar as fortes diferenças de personalidades de cada um deles. Particularmente, ela se sentia mais próxima emocionalmente de seu pai, Otto Frank, que mais tarde avaliou: "Eu tive um melhor [relacionamento] com Anne do que com Margot, que era mais próxima de sua mãe. A razão para isso talvez seja porque ela raramente mostrava seus sentimentos e não precisava de tanto apoio por não sofrer de mudanças de humor como Anne". As irmãs Frank desenvolveram um relacionamento mais próximo do que havia existido entre elas antes do período de confinamento no Anexo Secreto; por outro lado, Anne costumava expressar ciúmes de sua irmã mais velha, principalmente quando membros do grupo criticavam sua falta de gentileza e tranquilidade, principalmente quando comparada às características da personalidade de Margot. Ao passo em que Anne amadurecia, as irmãs foram capazes de confiarem uma na outra; em 12 de janeiro de 1944, ela escreveu no diário que "Margot estava muito mais agradável" e que caminhava para se tornar uma "verdadeira amiga".
Em diversas passagens do diário, Anne escreveu sobre as dificuldades em seu relacionamento com a mãe, Edith Frank, destacando seu sentimento ambivalente em relação a ela. Em 7 de novembro de 1942, descreveu o "desprezo" que sentia por sua mãe e a sua incapacidade de "confrontá-la com seu descuido, seu sarcasmo e sua dureza de coração", concluindo posteriormente que Edith não significava "uma mãe para [ela]". Por outro lado, em uma revisão sobre trechos anteriores de seu diário, ela demonstrou vergonha por sua atitude radical: "Anne, você realmente demonstrou ódio, oh Anne, como pôde?". A partir desse momento, passou a compreendeu suas diferenças e ponderou que as brigas não passavam de "mal-entendidos", resultados de atitudes de ambas. Além disso, percebeu que isso aumentava o sofrimento de Edith; com essa percepção, passou a tratá-la com um grau de tolerância e respeito por sua figura como mãe.
Embora as irmãs Frank estivessem escondidas, continuaram desempenhando seus estudos e esperavam retornar para a escola assim que a guerra terminasse. Durante o período no esconderijo, Margot realizou um curso a distância de taquigrafia usando o nome de Bep Voskuijl, recebendo notas altas por seus esforços. A maior parte do tempo de Anne foi gasto lendo e estudando, além de escrever e editar (após março de 1944) seu diário com regularidade. Além de narrar eventos à medida em que eles ocorriam, ela descreveu seus sentimentos, suas crenças, sonhos e ambições, assuntos que pensava não poder compartilhar com mais ninguém. Após amadurecer, sua confiança como escritora aumentou gradativamente, passando a escrever sobre assuntos mais abstratos como sua crença em Deus e como ela definia a natureza humana.
Em 5 de abril de 1944, Anne escreveu sobre o seu desejo em tornar-se uma jornalista ou escritora:
| “ | Eu finalmente percebi que devo fazer o meu trabalho escolar para não ser ignorante, para seguir em frente com a vida, para me tornar uma jornalista, porque é isso que eu quero! Eu sei que posso escrever... mas resta saber se eu realmente possuo talento... E se eu não tenho talento para escrever livros ou artigos de jornal, sempre poderei escrever para mim mesma. Mas quero alcançar mais do que isso. Eu não posso imaginar vivendo como minha mãe ou a senhora [Auguste] van Daan e todas as mulheres que fazem os seus trabalhos e são esquecidas. Eu preciso ter algo além de um marido e filhos para me dedicar! Quero ser útil ou divertir todas as pessoas, mesmo aqueles que nunca conheci. Eu quero continuar vivendo mesmo depois da minha morte! E é por isso que eu sou tão grata a Deus por ter me dado esse dom que posso usar para me desenvolver e expressar tudo o que está dentro de mim! Quando eu escrevo, posso me livrar de todas as minhas preocupações. Minha tristeza desaparece, meus espíritos são renovados! Mas, e essa é uma grande questão, algum dia serei capaz de escrever algo extraordinário, irei me tornar uma jornalista ou escritora? | ” |

## Prisão

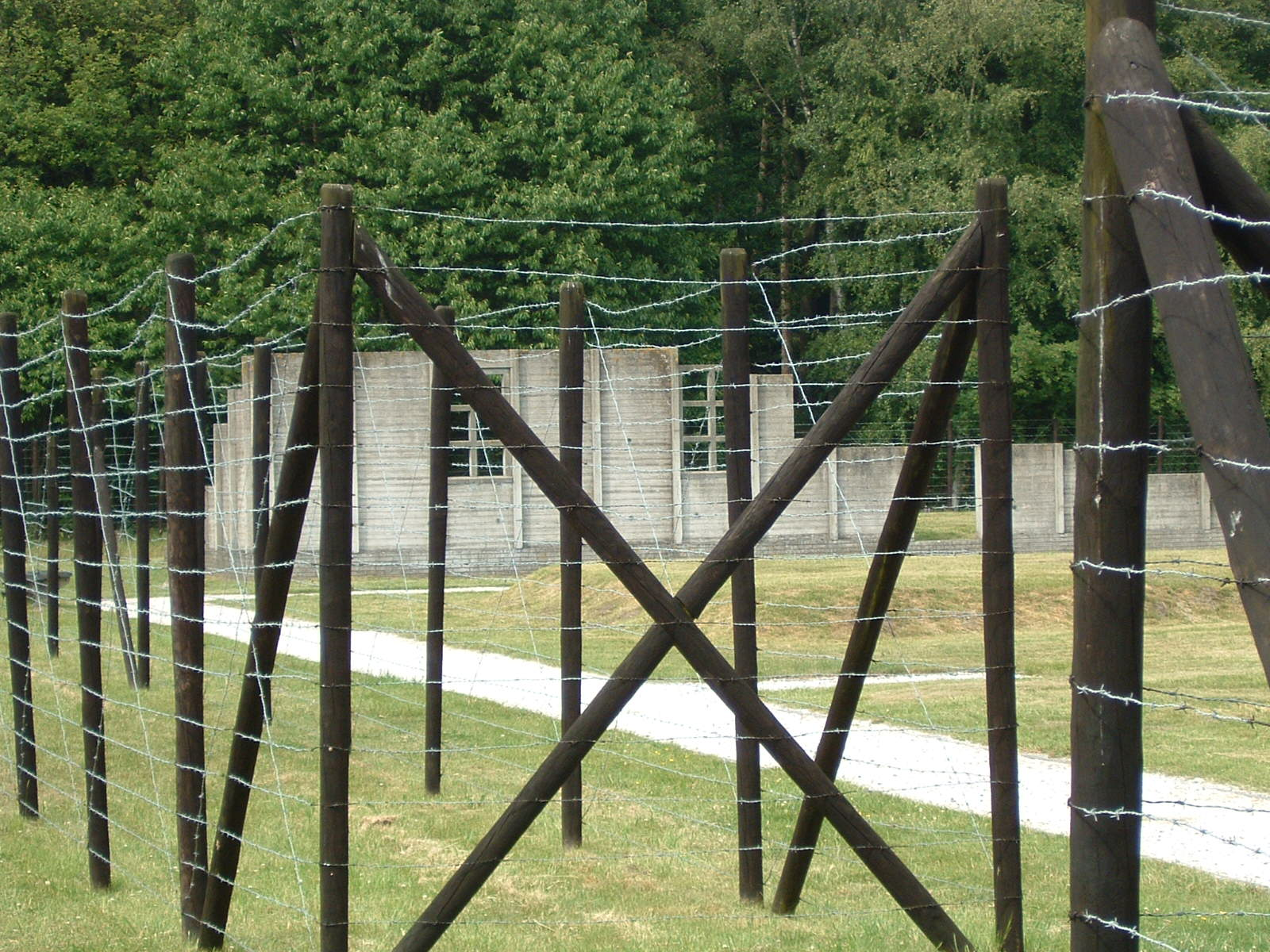
Reconstrução parcial do quartel do campo de concentração de Westerbork, onde a família Frank foi alojada entre agosto e setembro de 1944

Na manhã de 4 de agosto de 1944, a localização do Anexo Secreto foi invadida por um grupo da polícia uniformizada alemã, liderado pelo SS-Oberscharführer Karl Silberbauer do serviço de inteligência Sicherheitsdienst. Desta forma, a família Frank, os van Pels e Fritz Pfeffer foram presos e levados para a sede da RSHA, onde foram interrogados e passaram a noite. No dia seguinte, foram transferidos para a casa de detenção Huis van Bewaring, uma prisão superlotada em Weteringschans. Em 7 de agosto, foram transportados para o campo de concentração de Westerbork onde, naquela época, já havia servido como destino para cerca de 100 mil judeus, principalmente neerlandeses e alemães. Depois de terem sido presos por viverem em um esconderijo, eles foram considerados criminosos e, como consequência, foram enviados para o quartel de punição para realizarem trabalho forçado.
Victor Kugler e Johannes Kleiman foram detidos e encarceradas no campo penal em Amersfoort, considerados como inimigos da Alemanha Nazista. Embora Kleiman tenha sido libertado após sete semanas, Kugler foi transportado para diversos campos de trabalho até o final da guerra. Miep Gies e Bep Voskuijl foram interrogadas e ameaçadas pela policia de segurança, mas não foram presas. Ambas retornaram para o esconderijo, onde encontraram trechos do diário de Frank espalhados pelo chão; após recolherem os papéis, bem como algumas fotografias, elas decidiram que iriam devolver os pertences para Anne após o final da guerra. Em 7 de agosto, Gies tentou subornar Silberbauer para que realizasse a libertação do grupo, mas ele se recusou.
Embora tenha havido alegações persistentes de traição por parte de um informante, a fonte da informação que levou as autoridades a invadirem o Anexo Secreto nunca foi identificada. Em abril de 1944, houve um roubo nas instalações da Opekta Works, onde o vigia noturno Martin Sleegers e um policial não identificado foram chamados para investigar e observaram a estante que servia para esconder a entrada dos cômodos ocultos. No entanto, Buddy Elias — sobrinho de Otto Frank — compartilha a teoria de que o delator do esconderijo tenha sido Tonny Ahlers, um membro do Movimento Nacional Socialista nos Países Baixos. Ahlers sabia que a empresa pertencia a Otto e, no passado, havia entrado em uma discussão pública com ele por conta de divergências sobre as chances de Adolf Hitler em uma provável guerra. Outro suspeito é Wilhelm van Maaren, gerente de estoque da companhia; descrito como "curioso", ele já havia criado armadilhas no edifício para descobrir a existência de pessoas escondidas e, certo dia, perguntou inesperadamente para outros funcionários se anteriormente havia existido um senhor chamado Otto Frank atuando no escritório.
Em 2018, Joop van Wijk — filho mais novo de Bep Voskuijl — desenvolveu uma biografia sobre a mãe e levantou a hipótese de que sua tia, Nelly (1923–2001), pode ser a responsável pela descoberta do esconderijo. De acordo com Wijk, sua tia desaprovava a atuação de sua mãe e seu avô, Johannes Hendrik Voskuijl, de ajudarem judeus durante a guerra; de fato, Nelly foi uma colaboradora da Gestapo quando tinha entre 19 e 23 anos. No mesmo ano, no entanto, foi revelado que a informante tenha sido Ans van Dijk, uma judia que cooperava com os nazistas e revelou a localização de 145 pessoas entre 1943 e 1944. Ambas as suspeitas não foram comprovadas; no entanto, Karl Silberbauer, o oficial responsável pela prisão do grupo, relembra que o telefonema do informante partiu da "voz de uma jovem mulher". Por outro lado, em 2019, a Casa de Anne Frank publicou uma nova pesquisa sugerindo que a ida de oficiais até o edifício comercial da Opekta Works tenha sido uma provável fraude na distribuição de cupons de alimentos, cujas atividades ilegais estavam em processo de investigação; apesar da nova descoberta, não foi descartada a possibilidade de traição.

## Deportação e morte

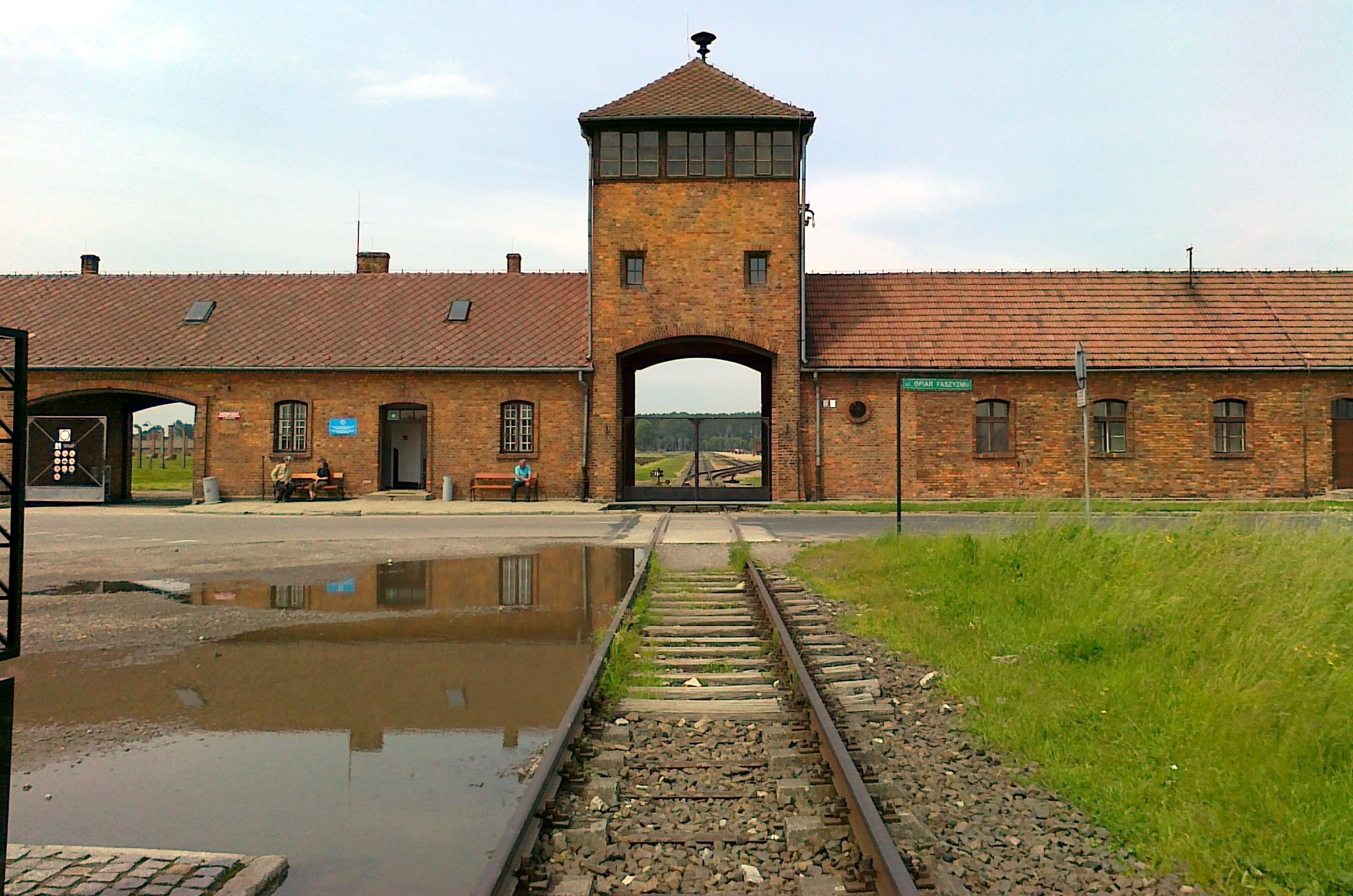
Visão panorâmica do portão de entrada do campo de concentração de Auschwitz, localizado na Polônia, onde a família Frank foi presa em setembro de 1944

Em 3 de setembro de 1944, integrantes do Anexo Secreto fizeram parte do grupo que foram deportados para o que seria o último transporte do campo de concentração de Westerbork para o de Auschwitz, chegando após uma viagem de três dias; no mesmo trem, estava Bloeme Evers-Emden, natural de Amsterdã, que iniciou uma amizade com Anne e Margot Frank na instituição de ensino para judeus em 1941. Bloeme relembra ter visto com regularidade as irmãs e Edith Frank em Auschwitz, sendo entrevistada diversas vezes para relatar suas memórias sobre elas no campo de concentração, incluindo no documentário The Last Seven Months of Anne Frank (1988) por Willy Lindwer, bem como para o especial da BBC, Anne Frank Remembered (1995).
Após o desembarque em Auschwitz, a Schutzstaffel forçou uma divisão entre homens, mulheres e crianças, com Otto Frank sendo separado do restante de sua família. Após uma avaliação inicial, os que foram considerados aptos para o trabalho foram admitidos, enquanto os inaptos para cumprirem as tarefas do campo foram imediatamente executados; em relatórios divulgados, dos 1.019 passageiros do trem, 549 — incluindo todas as crianças menores de quinze anos — foram enviados para as câmaras de gás. Anne, que havia completado quinze anos três meses antes, foi uma das pessoas mais jovens poupadas da morte que haviam chegado naquele transporte. Posteriormente, ela foi informada de que mais da metade dos passageiros haviam sido mortos nas câmaras de gás após o desembarque e nunca teve conhecimento de que todo o grupo do Anexo Secreto havia sido selecionado para executarem o trabalho forçado. Imediatamente, ela pensou que seu pai, Otto Frank — com mais de cinquenta anos e não particularmente robusto —, teria sido executado após a separação.
Em companhia de todas as mulheres e garotas aptas para o trabalho do campo, Anne foi forçada a se despir para ser "desinfetada", teve sua cabeça raspada e foi tatuada com um número de identificação em seu braço. Durante o dia, elas eram usadas para o trabalho escravo, forçadas a carregar pedras e cavar rolos de grama; à noite, eram amontoadas em barracas superlotadas. Mais tarde, alguns testemunhos relatam que Frank se tornou uma garota retraída e triste, principalmente quando viu crianças serem levadas para as câmaras de gás; outros, no entanto, narram que ela demonstrava com frequência uma postura forte e corajosa. Sua personalidade extrovertida e confiante permitiu que obtivesse rações extras de pão para sua mãe e irmã. Em campos de concentração, as doenças tornavam-se cada vez mais frequentes; em pouco tempo, a pele de Anne foi gravemente infectada pela sarna. As irmãs Frank precisaram ser transferidas para a enfermaria, local em um estado de escuridão e infestado por ratos e camundongos. Edith parou de comer, guardava cada pedaço de comida para suas filhas, passando alguns alimentos para elas por um buraco feito na parede nos fundos da enfermaria. Em outubro de 1944, Anne, Margot e Edith foram selecionadas para embarcar em um trem com destino a um campo de trabalho na Alta Silésia; por outro lado, Anne foi proibida de se juntar ao grupo por não ter se recuperado da infecção e, desta forma, sua mãe e irmã decidiram permanecer em Auschwitz.

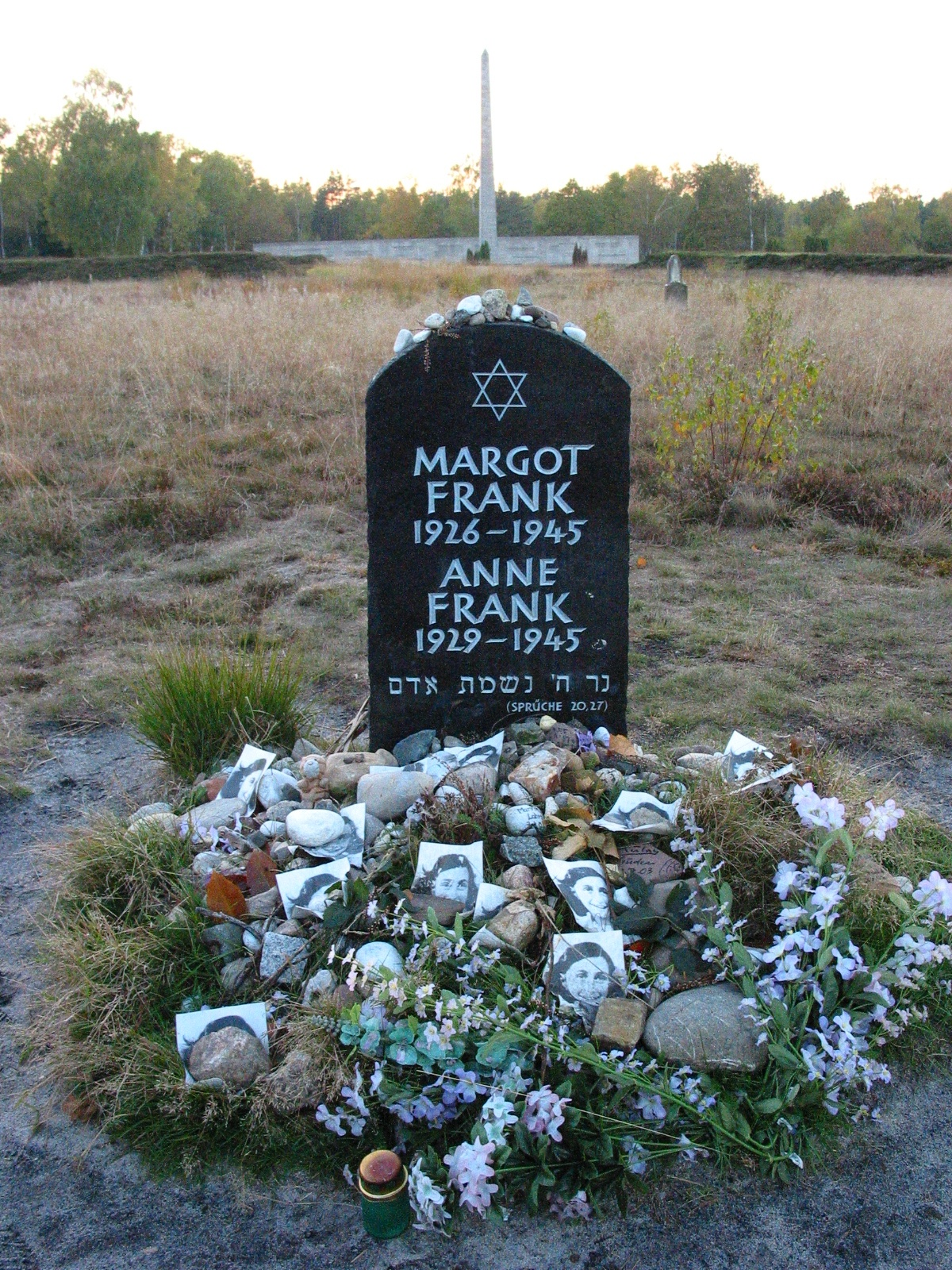
Memorial de Anne e Margot Frank no local onde era situado o campo de concentração de Bergen-Belsen, na atual Baixa Saxônia, na Alemanha, fotografado em 2003

Entre outubro e novembro de 1944, começaram as seleções de mulheres para serem realocadas para o campo de concentração de Bergen-Belsen. Mais de 8 mil mulheres, incluindo Anne, Margot e Auguste van Pels, foram transportadas; Edith Frank, no entanto, ficou para trás e morreu de fome. Ao passo em que a população em Bergen-Belsen aumentava, foram erguidas tendas para acomodarem a abundância de prisioneiros; no mesmo período, as doenças no campo se tornavam cada vez mais frequentes. Em Bergen-Belsen, Anne se reuniu brevemente com duas amigas, Hanneli Goslar e Nanette Blitz, que estavam confinadas em outra seção. Ambas sobreviveram à guerra e discutiram sobre as breves conversas que tiveram com a jovem através de uma cerca. Blitz descreveu Anne como "careca, magra e trêmula"; Goslar, por sua vez, observou que Auguste van Pels estava com elas e cuidava de Margot, naquele momento gravemente doente. Blitz e Goslar relembram que Anne acreditava que seus pais estavam mortos e, por essa razão, ela não queria mais viver. Mais tarde, Goslar estimou que seus encontros com Frank ocorreram no final de janeiro ou início de fevereiro de 1945.
No início de 1945, uma epidemia de tifo se espalhou por todo o campo de concentração, matando cerca de 17 mil prisioneiros. Outras doenças, incluindo febre tifoide, também eram frequentes. Devido à essas condições, não é possível determinar o que causou a morte de Anne; testemunhas declaram que Margot caiu de sua cama em seu estado debilitado e foi morta pelo impacto — sua irmã faleceu um dia depois. As datas exatas das mortes das irmãs Frank são desconhecidas. De acordo com testemunhas oculares do campo de concentração de Bergen-Belsen, elas começaram a exibir sintomas de tifo a partir de 7 de fevereiro; conforme levantado por autoridades de saúde, infectados pela doença que não se tratam podem falecer até doze dias após o início dos sintomas. Em 15 de abril de 1945, prisioneiros do campo foram libertados pelo Exército Britânico; posteriormente, o local foi queimado para impedir a propagação das doenças. Entre outros mortos e executados, Anne e Margot foram enterradas em valas comuns de um local desconhecido. Depois da guerra, estimou-se que apenas 5 mil dos 107 mil judeus deportados dos Países Baixos sobreviveram ao Holocausto.
Após o final da guerra, Otto Frank foi o único membro sobrevivente do Anexo Secreto. Ao retornar para os Países Baixos, foi amparado por Jan e Miep Gies — amigos que o ajudaram durante o tempo em esconderijo — enquanto tentava localizar sua família. Ele soube da morte de sua esposa em Auschwitz, mas manteve-se esperançoso em relação a sobrevivência de suas filhas. Depois de algumas semanas de busca, descobriu que Anne e Margot também haviam falecido; ao mesmo tempo, tentou localizar o destino dos amigos de suas filhas e soube que diversos deles haviam sido assassinados. Sanne Ledermann, frequentemente mencionada no diário de Frank, foi morta numa câmara de gás na companhia de seus pais; sua irmã, Barbara, uma amiga próxima de Margot, foi a única sobrevivente da família. Entre outros sobreviventes da guerra, estavam os parentes de Otto e Edith que, anteriormente, haviam fugido da Alemanha em direção à Suíça, Reino Unido e Estados Unidos durante a década de 1930.

## Diário de Anne Frank

### Publicação

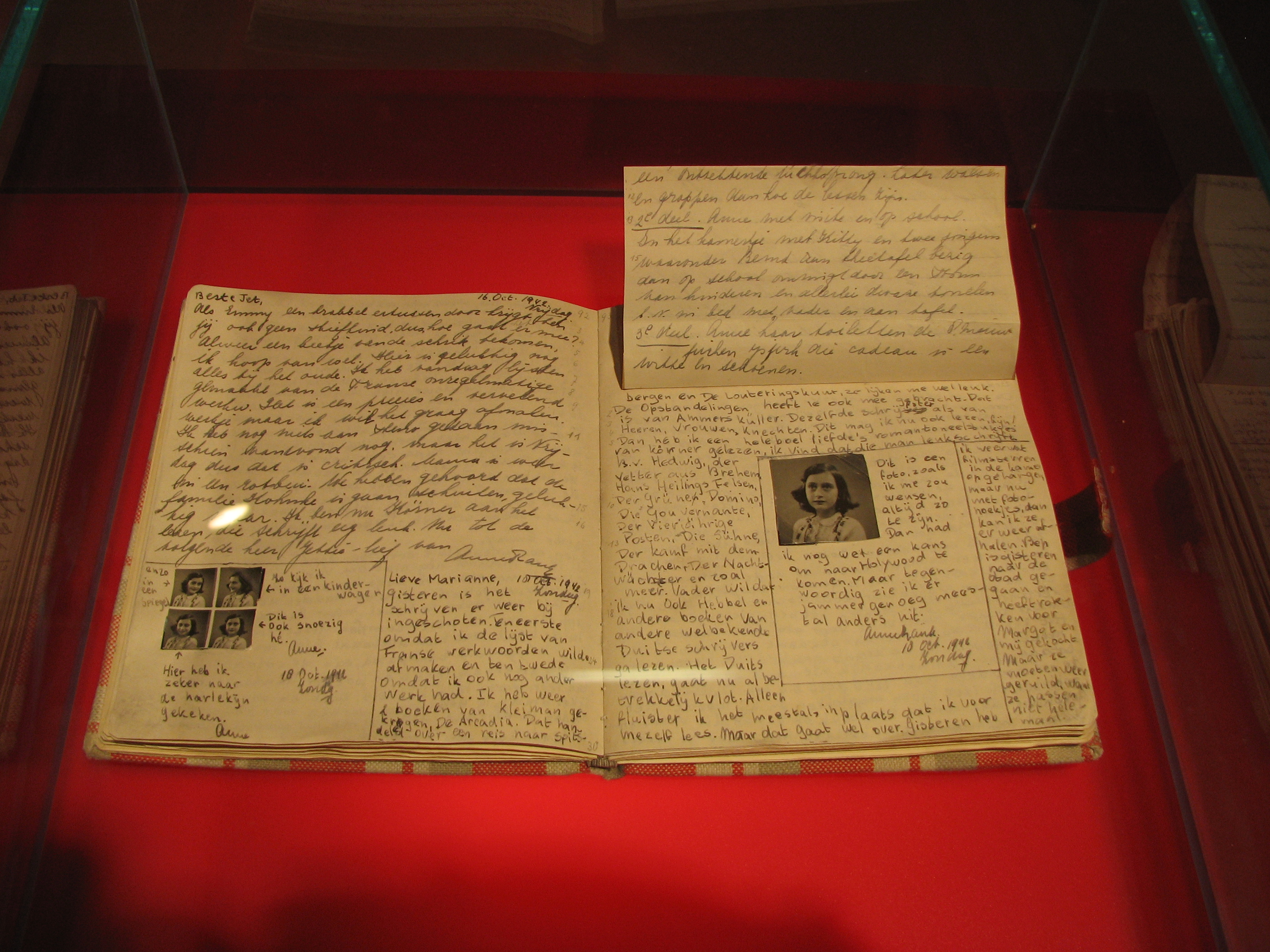
Páginas originais do diário em uma exposição no Centro de Anne Frank, localizado em Berlin, em 2009. Criada em 1994, a instituição se empenha na luta contra todas as formas de discriminação

Em julho de 1945, depois que a Cruz Vermelha confirmou a morte das irmãs Frank, Miep Gies entregou à Otto Frank o diário e um maço de notas soltas que ela havia recolhido na esperança de devolvê-los à Anne. Mais tarde, Otto comentou que não havia percebido que ela tivesse mantido um registro tão preciso e bem escrito durante o seu tempo em esconderijo; além disso, descreveu o processo de leitura como "doloroso", reconheceu os acontecimentos narrados no diário e lembrou que já havia ouvido alguns dos episódios mais divertidos lidos em voz alta por sua filha. Otto comentou que havia visto pela primeira vez o lado mais privado de Anne naquelas seções do diário que ela jamais discutiria com ninguém, observando: "Para mim foi uma revelação... Eu não tinha ideia da profundidade de seus pensamentos e sentimentos. Ela guardou todos esses sentimentos para si mesma". Movido pelo constante desejo de sua filha em tornar-se uma autora, ele começou a considerar a possibilidade de publicá-lo.
O diário começou para servir como uma expressão privada dos pensamentos da jovem; ela escreveu várias vezes que jamais permitira que alguém tivesse acesso ao seu conteúdo. Anne descreveu abertamente sobre sua vida, sua família, seus companheiros de esconderijo, a situação em que se encontrava e desenvolvimentos políticos da guerra, o que ajudou que ela desenvolvesse a ambição de, posteriormente, escrever uma ficção para que fosse publicada. Em março de 1944, enquanto ouvia uma transmissão de rádio feita por Gerrit Bolkestein — um membro do governo neerlandês no exílio situado em Londres — ficou sabendo de seu interesse em criar, após a guerra, um registro público para divulgar provas escritas do povo neerlandês sobre a opressão sofrida durante a ocupação nazista nos Países Baixos. Frank decidiu que iria submeter seu trabalho quando esse momento chegasse; desta forma, ela começou a editar sua escrita, removeu algumas seções e reescreveu outras. Além disso, seu diário original foi complementado por folhas soltas de cadernos que ela havia colado sobre algumas páginas. Na intenção de preservar as identidades de membros do Anexo Secreto, bem como de seus respectivos ajudantes, Anne criou pseudônimos para cada um deles; por exemplo, a família van Pels tornou-se Hermann, Petronella e Peter van Daan, enquanto Fritz Pfeffer foi nomeado como Albert Düssell.
Para produzir a primeira versão divulgada do diário, Otto utilizou suas folhas originais (conhecidas como "versão A") combinadas com as que foram editadas pela jovem após o anúncio no rádio (conhecidas como "versão B"). Apesar de restaurar as identidades verdadeiras de membros de sua família, ele manteve os pseudônimos criados por Anne para cada um dos membros e ajudantes do Anexo Secreto. Mais tarde, entregou o diário para a historiadora Annie Romein-Verschoor que tentou, sem sucesso, publicá-lo. Verschoor entregou seu conteúdo para Jan Romein, jornalista responsável por desenvolver um artigo publicado no jornal Het Parool em 3 de abril de 1946, onde avaliou que o diário "gaguejado pela voz de uma criança incorpora toda a hediondez do fascismo mais do que qualquer evidência exposta nos Julgamentos de Nuremberg". A matéria atraiu atenção de editoras, fazendo com que a primeira edição do livro fosse divulgada nos Países Baixos em 1947, seguida por mais cinco edições em 1950; naquele ano, estreou em livrarias da Alemanha e da França. Em 1952, após ser rejeitado por diversas editoras, foi finalmente colocado para comercialização no Reino Unido e nos Estados Unidos. Apesar de tornar-se um sucesso de vendas em diversos territórios, falhou em atrair atenção do público britânico e deixou de ser produzido.
Além do sucesso comercial, o livro foi recebido com aclamação da crítica no Japão; foram distribuídas mais de 100 mil cópias apenas em sua primeira edição, o que fez com que Anne Frank rapidamente se estabelecesse como uma importante figura cultural no território, sendo referida como o rosto que ajudava a representar a destruição da juventude durante a Segunda Guerra Mundial. Em 1955, Frances Goodrich e Albert Hackett desenvolveram uma peça de teatro baseada no diário, recebendo o Prêmio Pulitzer. Posteriormente, em 1959, foi elaborada uma adaptação do diário para os cinemas, acabando por vencer três das oito estatuetas em que era concorrente na 32ª edição do Oscar. Shelley Winters foi premiada na categoria de Melhor Atriz Coadjuvante, doando seu troféu para a Casa de Anne Frank. Historiadores reconhecem que as recorrentes dramatizações do livro contribuíram para a "sentimentalização e universalização da história de Anne", aumentando sua popularidade; além disso, o livro estabeleceu-se como objeto de estudo no currículo de diversas escolas dos Estados Unidos, ajudando a preservação de sua história para uma nova geração de leitores.

### Recepção e impacto
| |  |  |
| John F. Kennedy (direita) reconheceu o impacto do livro na humanidade, enquanto Nelson Mandela (esquerda) o nomeou como fonte de incentivo para seu cargo público na África do Sul. |  |  |

Após sua disponibilização, o diário tem sido elogiado por profissionais e parte do público por seus méritos literários. Em uma análise sobre o estilo de escrita de Anne, o dramaturgo Meyer Levin prezou por sua capacidade de "sustentar a tensão de um romance bem construído". Além disso, Levin relembrou ter se impressionado pela qualidade de suas escritas ao colaborar diretamente com Otto Frank em uma dramatização do livro pouco depois de sua primeira edição vir à público. Em 2000, o poeta John Berryman descreveu o diário como "uma representação única, não apenas da adolescência, mas da conversão de uma criança para uma pessoa como aconteceu em um estilo preciso, seguro e com honestidade impressionante".
Na primeira edição do livro publicado nos Estados Unidos, Eleanor Roosevelt ficou responsável por desenvolver uma introdução onde descreveu seu conteúdo como "um dos comentários mais sábios e comoventes sobre a guerra e seu impacto sobre os seres humanos que [ela] já havia lido". Durante um discurso em 1961, John F. Kennedy expressou que "de todas as multidões que ao longo da história falaram sobre dignidade humana em tempos de grande sofrimento e perda, nenhuma voz era mais convincente do que a de Anne Frank". No mesmo ano, o escritor Ilya Ehrenburg opinou que graças ao seu relato, ela servia como "uma voz que fala por seis milhões de pessoas — a voz não de um sábio ou poeta, mas de uma garotinha comum".
Ao passo em que a popularidade de Anne Frank cresceu como escritora e humanista, ela tornou-se objeto de discussão especificamente como um símbolo do Holocausto e amplamente como uma representante da perseguição aos judeus durante a Segunda Guerra Mundial. Em 1994, durante um discurso de premiação, Hillary Clinton afirmou ter lido o diário e considerou que a jovem "nos desperta para a loucura da indiferença e o terrível tributo que ela cobra de nossos jovens", traçando um paralelo de sua história com eventos contemporâneos como a Guerra da Bósnia e a Guerra Civil da Somália e Ruanda. No mesmo ano, após ser homenageado na Fundação Anne Frank, Nelson Mandela discursou para uma multidão em Joanesburgo, relembrando ter lido o livro enquanto estava na prisão, com o qual afirma ter "extraído muito incentivo". Além disso, ele comparou a luta contra o Nazismo com a travada contra o Apartheid, expressando que ambas "são crenças patentemente falsas e porque foram, e sempre serão, desafiadas por pessoas como Anne Frank, estando fadadas ao fracasso". Durante o mesmo período, Václav Havel expressou que "o legado de Anne Frank continua muito vivo e pode nos atender plenamente quando [olhado] para as mudanças políticas e sociais que tem ocorrido no Bloco do Leste".
Em uma análise do impacto de Anne Frank, Primo Levi, químico e sobrevivente do campo de concentração de Auschwitz, sugeriu que ela tem sido frequentemente identificada como uma representante única dos milhões de pessoas que sofreram e morreram como ela, pois "ela nos comove mais do que as incontáveis outras que sofreram exatamente o mesmo que ela, mas cujos rostos permaneceram no anonimato". Levi destacou um ponto positivo de sua representatividade, afirmando que "se [as pessoas] conseguissem captar o sofrimento de todas aquelas pessoas, seriam incapazes de viver". Miep Gies expressou pensamento semelhante, embora ela tenha demonstrado uma tentativa de dissipar o que sentia ser um equívoco crescente de que "Anne simbolizada os seis milhões de judeus vítimas do Holocausto", escrevendo: "A vida e a morte de Anne foram seu próprio destino individual, um destino individual que aconteceu seis milhões de vezes [...] Anne não pode — e nem deve — representar os muitos indivíduos a quem os nazistas roubaram suas vidas, mas seu destino nos ajuda a compreender a imensa perda que o mundo sofreu por causa do Holocausto".
Otto Frank passou o restante de sua vida atuando como um "guardião" do legado de sua filha através de instituições como Casa de Anne Frank e Fundação Anne Frank, afirmando: "É um papel estranho. Em um relacionamento familiar normal, é o filho do pai famoso quem tem a honra e o fardo de continuar sua tarefa. No meu caso, o papel está invertido"; além disso, relembrou que o editor da primeira edição do livro creditou que seu sucesso se dava por conseguir "abranger tantas áreas da vida que cada leitor é capaz de encontrar algo que o comove pessoalmente". O historiador Simon Wiesenthal expressou um sentimento semelhante quando opinou que o diário aumentou a conscientização ampla sobre o Holocausto mais do que qualquer efeito causado pelos Julgamentos de Nuremberg, afirmando: "As pessoas se identificaram com uma criança. [O livro] era a história de uma família como a minha família, como a sua família e então você pode facilmente entender isso".
Em junho de 1999, a revista Time elaborou uma lista especial em que nomeava as pessoas mais importantes do século XX, com Anne Frank sendo selecionada como uma das heroínas e ícones do período. Roger Rosenblatt, editor da publicação, descreveu sobre seu legado: "As paixões que o livro inflama sugerem que todos são donos de Anne Frank [...] tornando-se uma figura coletiva do mundo moderno — uma mente individual assediada pela máquina de destruição, insistindo em seu direito de viver, de questionar e do que esperar para o futuro dos seres humanos". Rosenblatt observa que, embora sua coragem e pragmatismo sejam admirados, sua capacidade de se analisar e a qualidade de sua escrita são os componentes principais de seu apelo público, concluindo: "A razão de sua imoralidade era basicamente literária. Ela era uma escritora extraordinariamente boa para qualquer idade e a qualidade de seu trabalho parecia um resultado direto de uma disposição cruelmente honesta".

### Contestações de autenticidade

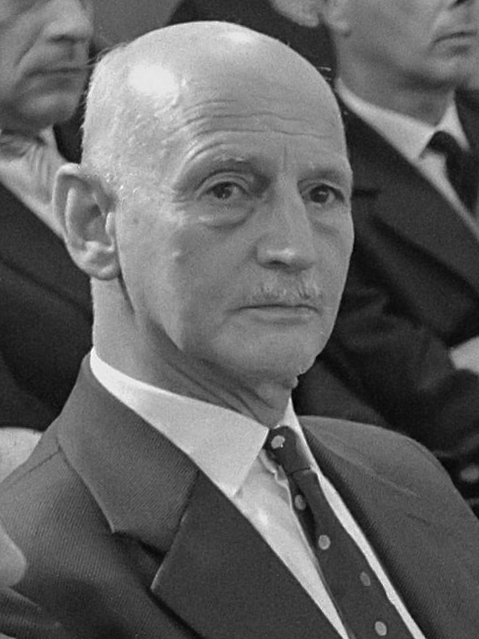
Após o êxito comercial do livro, Otto Frank foi acusado de fraude por opositores que o considerava o verdadeiro autor do diário

No final da década de 1950, após o livro se tornar amplamente conhecido, diversas alegações contra a sua veracidade começaram a ser disseminadas, com as primeiras críticas sendo publicadas na Suécia e na Noruega. Em 1957, o autor Harald Nielsen utilizou a publicação oficial do partido neonazista Liga Nacional da Suécia, onde desenvolveu uma matéria para desacreditar que o diário havia sido escrito por Anne Frank. No ano seguinte, Simon Wiesenthal foi desafiado por um grupo de protestantes que duvidavam da existência da jovem e desejavam que ele provasse o contrário encontrando o homem responsável pela prisão da família Frank. Karl Silberbauer foi encontrado em 1963 e, durante uma entrevista, admitiu seu papel na prisão do grupo e identificou Anne Frank em uma fotografia como uma das pessoas capturadas; além disso, relembrou ter esvaziado e jogado uma pasta cheia de papéis no chão. Desta forma, sua declaração corroborou a versão dos eventos que haviam sido anteriormente apresentada por testemunhas como Miep Gies e Otto Frank.
Em 1959, Otto Frank entrou com uma ação legal na cidade de Lübeck contra Lothar Stielau, um professor e antigo membro da Juventude Hitlerista, que fez uso do jornal da escola onde lecionava para acusar o Diário de Anne Frank (1947) de ser uma fraude. O processo foi estendido para incluir o jornalista Heinrich Buddegerg, responsável por publicar na cidade uma carta de apoio à Stielau. No ano seguinte, a corte examinou o diário e concluiu que sua caligrafia correspondia com cartas que haviam sido anteriormente escritas por Anne Frank, declarando o livro como verdadeiro. Stielau voltou atrás em suas acusações e Otto decidiu não seguir com o caso. Em 1976, Heinz Roth foi processado por espalhar panfletos em Frankfurt am Main — cidade natal de Anne — denunciando que o livro era falso. O juiz da corte determinou que se Roth voltasse a publicar quaisquer alegações adicionais seria multado em 500 mil marcos alemães e uma sentença de seis meses de prisão. Apesar de ter recorrido à decisão do tribunal, Roth teve seu recurso rejeitado e faleceu em 1978.
Após a morte de Otto em 1980, o diário original, incluindo cartas e folhas soltas, foram examinadas pelo Instituto Neerlandês de Documentação de Guerra, responsável por encomendar um estudo forense através do Ministério de Justiça dos Países Baixos em 1986. Eles verificaram sua caligrafia contra exemplos conhecidos por serem de Anne Frank e determinaram que eles correspondiam. Além disso, determinaram que o papel, a cola e a caneta usada em sua produção já estavam disponíveis durante a Segunda Guerra Mundial, o que fez o Tribunal Regional de Hamburgo confirmar sua autenticidade. Por outro lado, em 1991, Robert Faurisson e Siegfried Verbeke produziram um livreto onde levantavam a hipótese de que o diário havia sido escrito por Otto Frank. Entre as supostas evidências, incluíam contradições no livro, o estilo de sua escrita e que sua caligrafia não era de um adolescente; além disso, afirmaram que seria impossível alguém se esconder no Anexo Secreto. Em 1993, a Casa de Anne Frank e a Fundação Anne Frank entraram com uma ação civil para proibir a distribuição do livreto; em 1998, o Tribunal Distrital de Amsterdã decidiu a favor dos reclamantes, proibindo qualquer outra negação de autenticidade do diário e a distribuição não solicitada de publicações com essa finalidade, além de impor uma pena de 25 mil florins para cada infração.

### Seções censuradas e controvérsias
Em 1995, foi publicado pela primeira vez uma versão integral do Diário de Anne Frank, onde veio à público seções do livro que haviam sido removidas por Otto Frank. Entre as novas passagens adicionadas ao trabalho, havia Anne Frank descrevendo sobre a exploração de seus órgãos genitais, sua perplexidade em relação ao sexo e o parto, bem como suas opiniões relacionadas à menstruação. Em uma nova edição da versão integral, publicada em 1998, foram incorporadas ao diário páginas anteriormente censuradas onde Frank expressava críticas a cerca do casamento de seus pais, opinando que não havia "amor entre eles", além de reafirmar o difícil relacionamento que possuía com a mãe, Edith Frank. Em 2018, mais duas novas páginas foram adicionadas à uma nova remessa do livro, nas quais Anne tentava explicar à Kitty sobre o que era educação sexual e contava diversas piadas de cunho sexual.
Em 2013, Gail Horalek apresentou uma queixa formal contra a versão integral do Diário de Anne Frank, que estava sendo estudado na classe de sua filha da sétima série na cidade de Northville, Michigan. Horalek descreveu trechos do livro como "pornográficos" e opinou que a escola deveria ter obtido autorização prévia com os pais dos alunos para estudar a referida edição. Anteriormente, em 2010, o diário foi excluído do plano de estudo de uma escola no Condado de Culpeper, Virgínia, após queixas semelhantes terem sido apresentadas por responsáveis dos alunos. Escrevendo para o The Guardian, Emer O'Toole foi crítica ao observar a polêmica em torno das novas edições do diário, destacando que "nós [ainda] vivemos em uma sociedade em que as jovens são ensinadas a terem vergonha das mudanças que seus corpos sofrem na puberdade, forçando-as a serem secretas e até mesmo fingirem que [essas mudanças] não existem".

## Legado

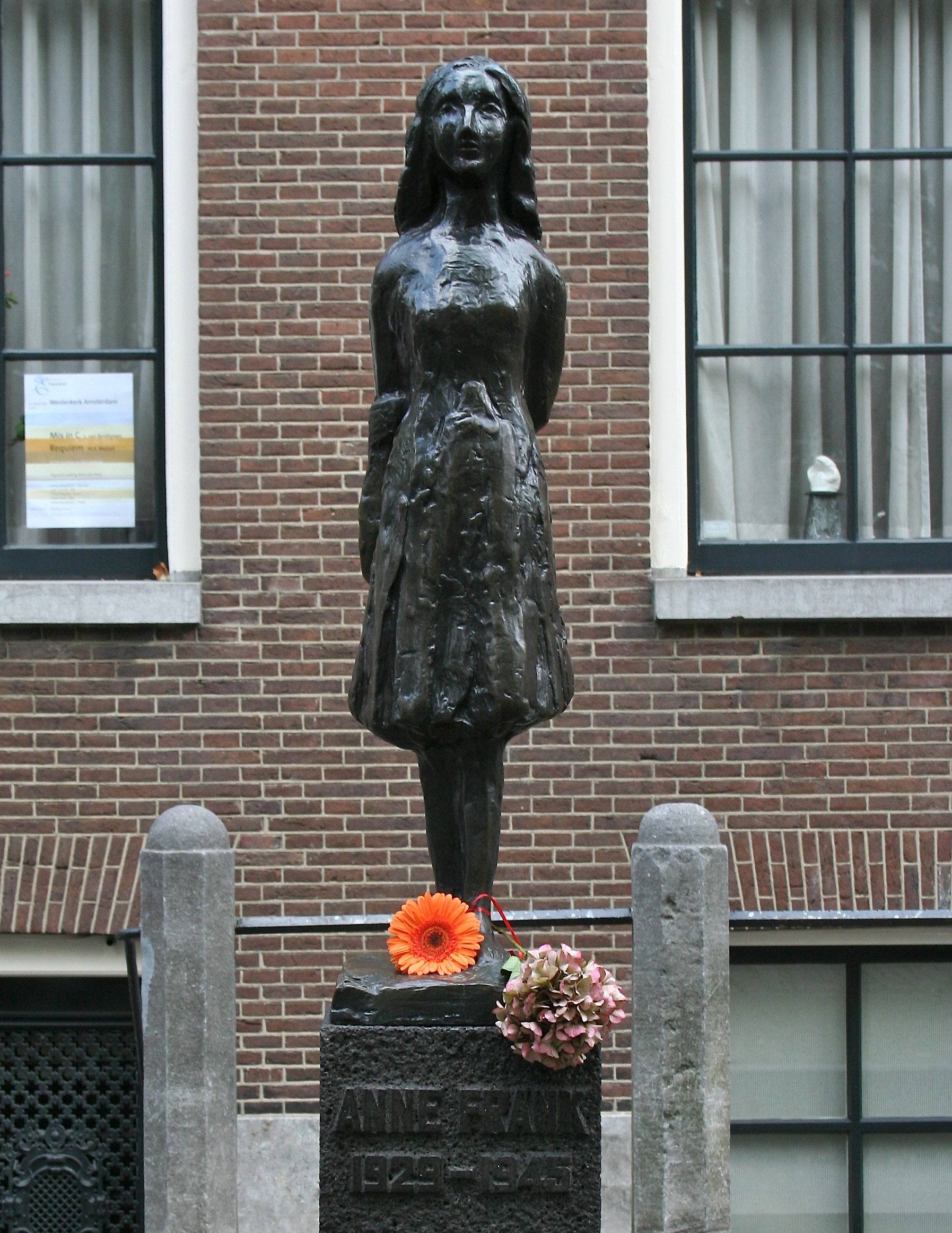
Estátua de Anne Frank posicionada em seu memorial na Igreja de Westerkerk, localizada no centro de Amsterdã

Ao longo dos anos, Anne Frank tem sido reconhecida por historiadores e jornalistas como "um símbolo contra a intolerância" e uma das figuras mais discutidas da história contemporânea. Em 1999, foi eleita pela revista Time uma das 100 pessoas mais importantes do século XX, enquanto a revista Ladies Home Journal a considerou uma das mulheres mais importantes do período. Na consideração da Encyclopædia Britannica, Frank figura entre as mulheres pioneiras da história; de maneira semelhante, em reconhecimento aos seus esforços na luta pela igualdade racial e pelo direito da independência das mulheres, a Marie Claire a listou entre as mulheres que mudaram o mundo. Sua obra também foi reverenciada por seu impacto na humanidade; em 2019, a BBC destacou o Diário de Anne Frank (1947) entre os livros que mudaram o mundo, considerando-o como "um dos relatos históricos mais importantes do Holocausto", além de ser apontado como um dos livros mais famosos de todos os tempos por diversas publicações.
Em 1957, foi estabelecida a Fundação Anne Frank com a finalidade de levantar recursos para salvar da demolição o prédio que serviu como fachada para o Anexo Secreto, a fim de torná-lo um local público; em 1960, os esforços se concretizaram com a criação do museu Casa de Anne Frank. Sua instalação consiste no armazém e nos escritórios da Opekta Works, bem como os cômodos ocultos que foram uma vez utilizados durante a Segunda Guerra Mundial. Entre as relíquias preservadas na construção, há fotografias de estrelas de cinema coladas por Anne Frank, uma parede onde Otto Frank marcava o crescimento de suas filhas, bem como um mapa registrando o avanço das Forças Aliadas na Europa ocupada pela Alemanha Nazista. No cômodo que atuava como o quarto de Peter van Pels, foi feita uma passarela para o prédio ao lado adquirido pela fundação, onde há exibições de folhas originais do diário, aspectos do Holocausto e exames contemporâneos sobre a intolerância racial em todo o mundo. Reconhecido como uma das principais atrações turísticas dos Países Baixos, estimam-se que o museu receba cerca de 1.2 milhão de visitantes por ano.
O legado e o impacto de Anne Frank na história também ajudaram com que fossem estabelecidas outras instituições sob o seu nome; em 1963, Otto levantou a Fundos Anne Frank, uma entidade filantrópica que detém os direitos autorais do diário, de suas respectivas edições e compilações, bem como representa formalmente a família em processos judiciais. Em suas atuações para a comunidade, visa educar jovens contra o racismo e colabora frequentemente com o Museu Memorial do Holocausto dos Estados Unidos (USHMM) para exposições ao longo dos anos. Em 1997, foi inaugurado o Centro Educacional Anne Frank, cuja finalidade é servir como "um lugar onde jovens e adultos podem aprender sobre a história do Nacional-Socialismo" e discutir sobre sua relevância para os dias atuais. No início da década de 2000, após ter sido incluído em um documentário na televisão neerlandesa sobre seu estado de degradação, o prédio onde os Frank viveram entre 1933 e 1942 foi adquirido e posteriormente restaurado baseando-se em relatos de antigos moradores, em fotografias do arquivo pessoal da família e com o auxílio de um primo de Anne, Buddy Elias. Reaberto em 2005, o edifício tem sido alugado por tempos determinados por autores que são oprimidos por escreverem livremente em seus países de origem.

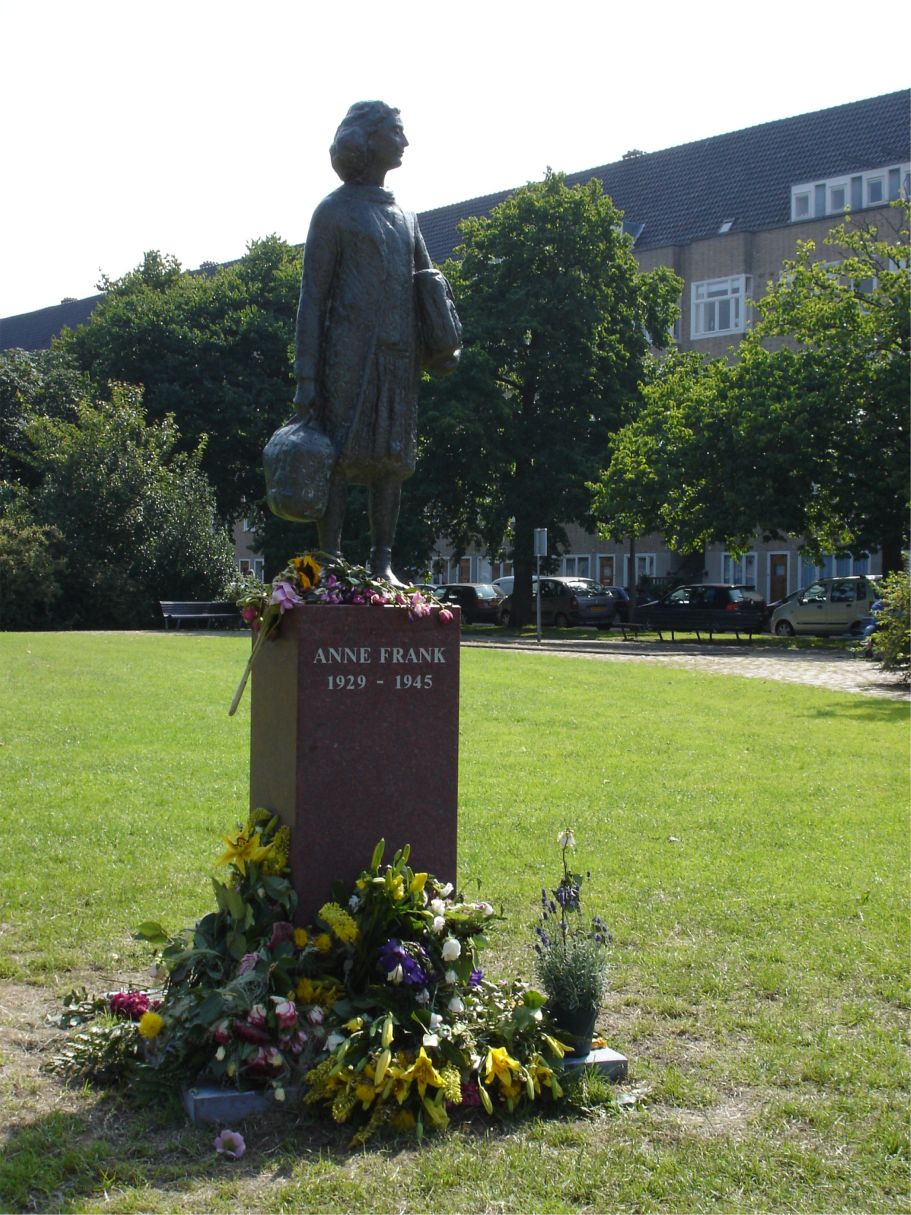
Monumento de Anne Frank em um parque memorial no bairro de Rivierenbuurt, onde viveu com sua família entre 1933 e 1942

Em novembro de 2007, um castanheiro-da-índia localizado atrás de prédios próximos da Casa de Anne Frank e frequentemente mencionado no diário foi programado para ser derrubado por conta de seu tronco afetado por fungos. Conhecida como a "árvore de Anne Frank", o caso se tornou amplamente discutido por veículos da mídia neerlandesa; o economista Arnold Heertje se opôs ao corte da árvore, comentando que "não se tratava de uma árvore qualquer [...] era a árvore de Anne Frank, ligada à perseguição aos judeus". Um grupo de conservacionistas iniciou um processo civil para impedir o seu corte e autoridades municipais entraram em um acordo posicionando uma estrutura de aço que prolongaria sua existência. No entanto, em 2010, ventos fortes a derrubaram. Com a intenção de ampliar seu impacto histórico, foram distribuídas mudas da mesma árvore para uma série de parques ao redor do mundo, incluindo o Liberty Park, que homenageia vítimas do ataques de 11 de setembro de 2001.
Anne Frank também foi retratada diversas vezes na cultura popular; no cinema, foi interpretada por Millie Perkins (1959) e Hannah Taylor-Gordon (2001), além de ter sua história reproduzida em Anne no Nikki (1995), um filme de animação japonês. Além disso, foi tema de diversos livros que imaginavam como seria sua vida se tivesse sobrevivido à guerra, publicados por autores como Philip Roth e Geoff Ryman. Em 1998, a banda Neutral Milk Hotel divulgou seu segundo projeto em estúdio, In the Aeroplane Over the Sea, cujo conteúdo é composto por diversas canções inspiradas pela história da jovem. Em 2012, na segunda temporada da série de televisão American Horror Story, Franka Potente interpreta uma versão adulta de Anne Frank sobrevivente do campo de concentração de Auschwitz. Entre outras de suas homenagens à nível cultural, incluem uma estátua de cera no Museu Madame Tussauds, localizado em Berlim, bem como um asteroide nomeado como 5535 Annefrank pelo Minor Planet Center em 1995.